# Diego León
Diego León Ayarza, genannt Diego León, (* 16. Januar 1984 in Palencia) ist ein spanischer Fußballspieler. Seine Position liegt im offensiven Mittelfeld. Aktuell spielt Diego León für den griechischen Erstligisten AO Kerkyra.

## Vereinskarriere
Der kleine Spanier, liebevoll „Zaubermaus“ genannt, kam im Winter 2005 von Real Madrid B, zu Arminia Bielefeld in die Bundesliga. Er war für eineinhalb Jahre ausgeliehen worden. Hier kam er in der Rückrunde der Saison 2004/05 auf zehn Einsätze, verpasste jedoch  einen Stammplatz. In der nächsten Saison schoss er gegen den 1. FC Nürnberg in der 88. Minute nach seiner Einwechslung für Bernd Korzynietz in der 86. Minute sein erstes Bundesligator.
Der Spanier verließ die Arminia am Saisonende und kehrte zu Real Madrid zurück. Diese verkauften ihn an Grasshopper Zürich. Bei den Grasshoppers hat er  seit Sommer 2007 einen schweren Stand. Hanspeter Latour, Nachfolger von Krassimir Balakow, setzt nicht auf Diego León. Somit wechselte León im Dezember 2007 nach England, zum FC Barnsley, wo er einen Zweijahresvertrag unterschrieb.
UD Las Palmas verpflichtete León anschließend für die Saison 2009/10. Nach der Saison war er für ein halbes Jahr vereinslos.
Ab der Rückrunde 2010/11 spielte Diego León für Wacker Burghausen, wo er einen Vertrag bis zum Saisonende erhielt. Am 26. Juni 2011 unterschrieb er in Kroatien bei Hajduk Split. Den Verein verließ er im August 2011 jedoch ohne ein Pflichtspieleinsatz und wechselte zum Aufsteiger Nea Salamis Famagusta in die erste zypriotische Liga.
Im Sommer 2012 wechselte er zum griechischen Erstligisten AO Kerkyra, wo er einen Zweijahresvertrag bis Ende Juni 2014 unterschrieb.

## Nationalmannschaftskarriere
Diego León spielte sowohl für die U-16, als auch für die U-17 Auswahlmannschaft Spaniens. Mit der U-16 nahm er an der U-16-Fußball-Europameisterschaft 2001 in England teil und wurde Europameister. Bei der U-17-Fußball-Weltmeisterschaft 2001 kam er beim Vorrundenaus in allen drei Gruppenspielen zum Einsatz.

## Erfolge
- U16 Europameister mit Spanien: 2001